# Barentsia aggregata
Barentsia aggregata är en bägardjursart som beskrevs av Johnston och Angel 1940. Barentsia aggregata ingår i släktet Barentsia och familjen Barentsiidae. Inga underarter finns listade i Catalogue of Life.